# أتسوشي ميو
أتسوشي ميو (باليابانية: 美尾 敦) (26 يناير 1983 في يوكوهاما في اليابان – )؛ هو لاعب كرة قدم ياباني سابق كان يلعب كلاعب وسط.

## وصلات خارجية
- أتسوشي ميو على موقع رابطة كرة القدم اليابانية للمحترفين (اليابانية)
- أتسوشي ميو على موقع قاعدة بيانات كرة القدم.إي يو (الإنجليزية)
- أتسوشي ميو على موقع Soccerway.com (الإنجليزية)
- أتسوشي ميو على موقع عالم كرة القدم.نت (الإنجليزية)